# Operacja morawsko-ostrawska
Operacja morawsko-ostrawska (też: operacja ostrawska; ros. Моравска-Остравская операция) – operacja wojskowa przeprowadzona przez Armię Czerwoną przeciwko Wehrmachtowi podczas II wojny światowej.
Wojska 4 Frontu Ukraińskiego działania ofensywne rozpoczęły 12 stycznia 1945 r., kiedy jako pierwsza, na terenie Słowacji, rozpoczęła natarcie 18 Armia. Następnie, 15 stycznia, działania na terenie Polski z rejonu Jasła podjęła 38 Armia. Jako ostatnia, 18 stycznia 1945 roku, do operacji zachodniokarpackiej z okolic Preszowa na Słowacji przystąpiła 1 Armia Gwardii.
Niemiecka obrona pękła. 20 stycznia wojska radzieckie zajęły Nowy Sącz, 24 – Kalwaria Zebrzydowska, 25 – Andrychów, 27 – Wadowice. 29 stycznia dowódca frontu rozkazał zatrzymać ofensywę na rubieży rzeki Białej. Na lewym skrzydle jego wojsk powstała luka, ponieważ nacierająca w górskim terenie 1 Armia Gwardii pozostała około 80 km z tyłu.
Na początku 1945 r. ruszyła ofensywa radziecka. 15 stycznia w rejonie Jasła działania rozpoczął 4 Front Ukraiński. Przez Nowy Sącz i Wadowice dotarł on do okolic Pszczyny. Niemcy zdając sobie sprawę ze znaczenia strategicznego Zagłębia Ostrawskiego przystąpili do umacniania tego odcinka frontu. Zadaniem utrzymania Moraw została obciążona 1 Armia Pancerna pod dowództwem gen. Schoernera. Wprawdzie siły niemieckie były słabsze, ale mogły wykorzystać osłaniające Ostrawę żelbetowe umocnienia obronne, które powstały jeszcze w latach 30 XX w. Także dowództwo radzieckie dokonało przegrupowania swoich sił. Przed 38 Armią gen. płk. Kiryła Moskalenki postawiono zadanie zajęcia Strumienia, a następnie kontynuowania ofensywy na Bramę Morawską. Dalej wojska radziecko-czechosłowackie miały nacierać na Ołomuniec i Pragę. Plan przewidywał dotarcie do stolicy w ciągu 45 dni.

## I faza operacji
Walki o Strumień trwały kilka dni i pochłonęły kilka tysięcy poległych żołnierzy po obu stronach. Straty radzieckie były tak duże, że 38 Armia przeszła do obrony. Front ustabilizował się na linii Pawłowice – Bąków – Brenna. Trwało to do połowy marca.
W tym czasie dowództwo radzieckie przygotowywało ponowne uderzenie na Ostrawę. Natarcie wznowiono 10 marca, lecz opór niemiecki i śnieżna pogoda hamowały impet radziecki. W ciągu tygodnia 38 Armia posunęła się o zaledwie kilka kilometrów. Tymczasem 60 Armia była już na przedpolach Raciborza. Dzięki temu Sowieci postanowili obejść umocnienia niemieckie przez Żory, Wodzisław i Tworków, i uderzyć na Ostrawę od północy.

## II faza operacji
24 marca wznowiono ofensywę. Do walki z Niemcami włączyły się 1 Czechosłowacka Samodzielna Brygada Pancerna pod dowództwem płk. Vladimira Janko oraz 1 Mieszana Dywizja Lotnicza (wyposażona w samoloty Ła-5FN i Ił-2).
Pierwszego dnia zdobyto Żory. Następnie zajęto też Świerklany, Szeroką, Jastrzębie, Marklowice i Połomię. Główne natarcie Sowietów i Czechosłowaków kierowało się na Wodzisław Śląski. W dniach 25 i 26 marca trwała bitwa o miasto, które po ciężkich walkach zdobyto 26 marca. Do 31 marca brygada zniszczyła 14 czołgów niemieckich.
Dopiero 2 kwietnia oddziały radzieckie i czechosłowackie przekroczyły Odrę na południe od Wodzisławia. Mimo to opór niemiecki narastał. Hitlerowcy ściągali nawet dodatkowe jednostki z głębi Protektoratu Czech i Moraw i Dolnego Śląska, byle utrzymać Bramę Morawską i Zagłębie Ostrawskie. Generał lejtnant Becker miał powiedzieć do swoich żołnierzy: „Ziemia morawsko-ostrawska to w chwili obecnej 35 proc. całego naszego przemysłu. Jeśli oddacie Morawską Ostrawę – oddacie Niemcy”. W połowie kwietnia Wehrmacht zdołał jeszcze kontratakować na południe od Wodzisławia, ale determinacja wojsk niemieckich nie wystarczyła jednak w konfrontacji z przeważającymi siłami radzieckimi. 22 kwietnia zdobyto Opawę, przy czym miasto zostało w dużej mierze zburzone. Kolejne, trzydniowe walki toczono o Hrabyně. W ciężkiej batalii o tę niewielką miejscowość zginęło 280 żołnierzy sowieckich. 30 kwietnia uderzono na Ostrawę. Walki toczono aż do wieczora. Największy opór stawiali Niemcy w dzielnicy Zábřeh. Poległo tu 177 żołnierzy radzieckich. Koncentryczne uderzenie na miasto zakończyło się jednak powodzeniem. Spokój mąciły tylko pojedyncze wystąpienia zbrojne faszystów ubranych po cywilnemu. Operacja ostrawska zakończyła się dopiero 5 maja, a więc na kilka dni przed kapitulacją III Rzeszy. W trakcie walk poległo 20 tys. żołnierzy radzieckich i 1 tys. czechosłowackich. Operację uznaje się za jedną z największych w ostatnim roku II wojny światowej.

## Literatura
- Praca W. Kiełkowskiego, „Wyzwolenie Śląska Cieszyńskiego”, Uniwersytet Śląski w Katowicach
- t. X „Historii II wojny światowej” pod przewod. D.F. Ustinowa, wyd. oryg. Moskwa 1979
- Bolesław Dolata, „Wyzwolenie Polski”, Warszawa 1974
- Piotr Hojka, „Wodzisław Śląski i ziemia wodzisławska w czasie II wojny światowej”, Wodzisław Śląski 2011
- A. Greczko, „Przez Karpaty”, Warszawa 1971
- K. Moskalenko, „Uderzenie za uderzeniem”, Warszawa 1974
- L.M. Sandałow, „Po przełomie”, wyd. ros. Moskwa 1983
- A.I. Jeriemienko, „Lata odwetu. 1943–1945”, II wydanie ros. Moskwa 1985
- A. Pronin, „Prawda z okopów marszałka Jeriemienki” w: rosyjskim „Niezależnym Przeglądzie Wojskowym” z 28.04.2000.